# موراي سميث (كاتب)
موراي سميث (بالإنجليزية: Murray Smith)‏ هو كاتب سيناريو بريطاني، ولد في 14 يونيو 1940، وتوفي في 28 ديسمبر 2003 في هامبشير في المملكة المتحدة.

## وصلات خارجية
- موراي سميث على موقع IMDb (الإنجليزية)
- موراي سميث على موقع ألو سيني (الفرنسية)
- موراي سميث على موقع أول موفي (الإنجليزية)
- موراي سميث على موقع قاعدة بيانات الأفلام السويدية (السويدية)
- موراي سميث على موقع قاعدة بيانات الفيلم (الإنجليزية)
- موراي سميث على موقع كينوبويسك (الروسية)